# Soggetto cavato
Soggetto cavato is een muziektechnische nieuwigheid van Josquin Desprez, achteraf door de theoreticus Gioseffo Zarlino in zijn Le institutioni harmoniche uit 1558 soggetto cavato dalle vocali di queste parole genoemd (letterlijk: onderwerp gesneden uit de klinkers van deze woorden).
De techniek is gefundeerd op de reeks solfègelettergrepen waarvan Guido van Arezzo, een elfde-eeuwse monnik, het gebruik had voorgesteld om zangers van het blad te leren zingen. De lettergrepen ut, re, mi, fa, sol en la werden benut om de zangers het patroon van hele en halve tonen te helpen onthouden. Deze techniek, de solfège, is op enkele kleinere ingrepen na vandaag nog steeds in gebruik; enkel kwam do in de plaats van ut en ti wordt soms gebruikt na la.
Uit de reeks solfègeklinkers 'sneed' Josquin Desprez zijn muzieknoten: gebruik makend van de klinker uit elke solfègelettergreep, koppelde Josquin de toonhoogte van de solfègelettergreep aan de klinkers van de tekst die hij wilde uitbeelden. In het geval van de Missa 'Hercules dux Ferrariae' was de tekst die Josquin probeerde uit te beelden Hercules Dux Ferrarae: elke klinker van deze drie woorden werd gekoppeld aan de overeenstemmende solfègelettergreep en die bepaalde de toonhoogte. Op die manier werd het onderwerp uit de klinkers 'gesneden':
| Her | cu | les | Dux | Fer | ra | ri | ae |
| re  | ut | re  | ut  | re  | fa | mi | re |

Zodra het soggetto cavato uit de tekst is gevormd, kan de componist de toonhoogte als cantus firmus in zijn muziekstuk gebruiken. De Missa 'Hercules dux Ferrariae' is niet alleen van betekenis omdat het het beroemdste voorbeeld van een sogetto cavato is, maar ook omdat het het vroegste is. Josquin heeft de techniek niet eenmalig gebruikt; hij schreef nog andere soggetto cavato’s. Zo componeerde hij een wereldlijk werk dat gebruikmaakt van de zin Vive le roy (ut, mi, ut, re, re, sol, mi – waarbij de lettergreep ut gebruikt is voor de letter v). Zijn Missa La sol fa re mi is een soggetto cavato waaraan een anekdote is verbonden.
Josquins beschermheer, kardinaal Ascanio Sforza, tijdelijk financieel slecht bij kas, zou het verzoek van de componist tot betaling weggewimpeld hebben met een geruststellend "Lascia fare a me" (laat het aan mij over); waarop Josquins vriend, de Renaissancedichter Serafino d’Aquila, de uitspraak vertaalde naar zijn muzikale equivalent en ze in een aan de componist gericht sonnet verwerkte.
Een van Josquins doorgecomponeerde chansons, Mi lares vous heeft de eerste drie lettergrepen mi, la, re in vier van de vijf stemmen. In zijn motet Illibata Dei virgo gebruikt Josquin zijn eigen naam als een acrostichon in een tekst over de Maagd Maria, maar het soggetto la mi la is gehaald uit de naam Maria.
De techniek van het soggetto cavato werd ook door andere componisten gebruikt en met soortgelijke bedoelingen. In feite werden hertog Ercole II van Ferrara vijf zulke missen opgedragen: twee van Cypriano de Rore, een van Lupus Hellinck, een van Maitre Jan en een van Jacquet van Mantua. Alle putten ze hun inspiratie uit Josquins mis. In de laatste, die van Jacquet, gaat de ontlening zo ver dat Josquin zelfs een aantal keren wordt aangehaald en dat dezelfde structurele opdeling is gevolgd als bij Josquin. Ontleende Jacquet in zijn eigen Herculesmis veel aan Josquin, hij schreef ook een andere mis waaraan een sogetto cavato ten grondslag lag, de Missa 'Ferdinandus dux Calabriae'. Josquins invloed op Jacquet lijkt hoe dan ook sterk te zijn, want ook deze mis vertoont overeenkomsten met die van Josquin.
Ook Lupus lijkt onder invloed van Josquins gebruik van het soggetto cavato te hebben gestaan Behalve zijn Herculesmiis, componeerde Lupus ook een ander sogetto cavato, opgedragen aan keizer Karel V van het Heilige Roomse Rijk, de Missa 'Carolus Imperator Romanorum Quintus'.
Een beperkt aantal componisten die het soggetto cavato toepasten, deden dat niet met een Herculesmis. De componist Jacobus Vaet schreef een aan keizer Ferdinand I opgedragen werk, waaraan het soggetto  'Stat felix domus Austriae' ten grondslag lag. Adriaan Willaert gebruikte een soggetto cavato in twee motetten voor hertog Francesco II Sforza van Milaan. Een van Willaerts titelloze missen kan ook op een sogetto cavato zijn gebaseerd.
Ofschoon de techniek van het soggetto cavato interessant is, had het voor de componisten geen eindeloze mogelijkheden. Een beperking van de componeertechniek lag in de keuze van de toonhoogtes voor elke lettergreep. Elke lettergreep maakt slechts één toonhoogte mogelijk, met uitzondering van de klinker a, die zowel voor fa of la kan worden gebruikt. Zoals hierboven aangegeven, leende Josquins tekstkeuze zich tot stevige voorkeur voor een cantus firmus. Latere componisten ondervonden aanzienlijke moeilijkheden bij het aanwenden van het soggetto cavato. Bovendien was de muziek toen voortdurend in beweging. Componisten die van het soggetto cavato gebruikmaakten, leefden in een tijd waarin de zang steeds minder ten grondslag lag aan de muziek en waarin het cantus firmus werd losgelaten. Omdat het soggetto cavato altijd als cantus firmus was gebruikt, is het niet verwonderlijk dat, aangezien een aantal strenge toepassingen van het cantus firmus in onbruik geraakten, ook het soggetto cavato in de klappen deelde.